# Forum Pistorum
Das Forum Pistorum (auch Forum Pistorium) war ein Marktplatz (forum) im antiken Rom. Seinen Namen verdankte es dem dort hauptsächlich angesiedelten Gewerbe: den Müllern oder Bäckern (lateinisch pistor). Es zählte daher wahrscheinlich zu den fora venalium, den Marktplätzen für Kauf und Verkauf von Waren (lateinisch venalia, -ium), die sich um das Hauptforum der Stadt, das Forum Romanum, gruppierten, wie das Forum boarium für den Rinderverkauf, das Forum Holitorium für Gemüse oder das Forum Piscarium für Fisch.
Das Forum Pistorum wird einzig in Notitia und Curiosum des aus dem 4. Jahrhundert stammenden Regionenkatalogs der Stadt Rom als zur Regio XIII Aventinus gehörig aufgezählt, befand sich also nicht weit von den großen Horrea-Anlagen, den Getreidespeichern der Stadt, am südlichen Ende des Aventin. Lawrence Richardson Jr. weist darauf hin, dass das Mahlen des Getreides meist in einzelnen Bäckereien oder dort stattfand, wo Wasserkraft für das Betreiben einer Mühle verfügbar war. Er erwägt daher, dass das Forum einem collegium pistorum als Versammlungsort gedient haben könnte. Damit wäre seine Lage in der regio XIII Aventinus nicht näher bestimmbar.